# PGC 71507
LEDA/PGC 71507 ist eine Irreguläre Galaxie im Sternbild Pegasus nördlich der Ekliptik, die schätzungsweise 408 Millionen Lichtjahre von der Milchstraße entfernt ist. Gemeinsam mit NGC 7674, NGC 7675 und PGC 71505 bildet sie das Galaxienquartett HCG 96.